# 莊哲彥
莊哲彥（1930年—2006年12月5日），臺灣醫生，曾任台大醫院副院長，原為風濕過敏免疫科醫生，1984年末診斷出臺灣首例AIDS病患後，投入AIDS防治，被譽為「臺灣愛滋病之父」，代表得到第五屆醫療奉獻獎團體獎。

## 生平

### 立志行醫
二次大戰末期，童年的莊哲彥目睹祖母、母親、兄長、幼弟相繼死於肺結核，便立志當醫師。考上臺灣大學醫學系時，同班同學有陳楷模、彭汪嘉康、李俊仁、洪啟仁等。莊哲彥為了負擔昂貴的註冊費，除領有獎學金外，一直維持半工半讀，完成內科總醫師訓練後，專研過敏風濕科。
莊哲彥當住院醫師時，總醫師曾文賓要求嚴厲，並鼓勵年輕醫生多寫論文。

### 利比亞期間
1964年1月1日，中華民國派赴利比亞王國醫療服務隊再度啟程，由莊哲彥任隊長，帶領王箴芳、劉效蘇、黃國恩、許世標、蕭欽和、林秀霞、吳嘉勝、簡瑞玲、黃淑玉、張清月等，協助利比亞建立一座現代化的醫院，並主持這個醫院的醫療和行政業務。醫療團在當地建立密蘇拉達醫院，由莊哲彥作第一任院長。第二年，他在當地有了兒子，取名為「非洲」紀念。
醫療服務隊在利比亞期間，當年正在念大學的格達費，因細故毆打英文老師，老師氣得抓著格達費到醫院要求開具驗傷證明，格達費因此受校方警告。臺大醫院則流傳格達費至醫療團診所滋事，結果為莊哲彥所訓斥。
莊哲彥回憶，在利比亞的經驗對他的社會責任和醫療觀影響很大，除深刻感受到醫療服務對落後地區的重要外，對阿拉伯民族與猶太民族之間的仇恨，也讓他對國家和民族有了深刻觀察，更引發他研究阿拉伯文、義大利文、西班牙文的興趣。

### 再度進修
1968年10月初，莊哲彥從利比亞回到臺灣。1970年，他到哥倫比亞大學附設聖路加醫院和西奈山伊坎醫學院細菌科進修過敏、免疫、分子醫學等，1971年獲得神戶大學免疫過敏學醫學博士學位。
1980年間，莊哲彥奉派到沙烏地阿拉伯，任醫療團顧問一年，返臺灣後一直在台大醫院及醫學院擔任風濕及免疫科病人診療及學生教學。1983年8月，他接替王德宏作台大醫院副院長。

### 發現愛滋病
1982年，在美國國家衛生院研究的彭汪嘉康，深感AIDS剛開始為禍，認為臺灣遲早會面臨這問題，便邀大學同學莊哲彥至美國學習相關資訊。
1984年，一名有嗎啡毒癮的外國同性戀醫師來臺灣，住進慶生醫院，身上有沒人看過的怪病，沒有醫師會處理，便打電話到台大請求支援，這是莊哲彥首度親眼接觸AIDS，一眼就確診。其檢體為年底檢驗，次年3月8日，莊哲彥主動聯繫美國國家癌症研究院，告知臺灣去年首度發現AIDS病例，建議美國政府追蹤返回加州的該病人。此舉引起衛生署醫政處在同月9日決定，以無故洩漏病患病情，處罰慶生醫院。該年，莊哲彥再度赴美考察AIDS，帶回尚未獲得美國食品藥物管理局批准上市的AIDS檢驗試劑Western印迹法（Western Blot）。同年4月末，臺大醫院藉於東南亞各國、日本、香港均已陸續發現AIDS病例，同意莊哲彥申請，以專案方式撥款向美商購進一百九十份檢驗AIDS的試劑。
莊哲彥追溯台灣AIDS的流佈，約莫是從1984、1985年前後開始散播開來。1985年5月2日，他與台大實驗診所科醫師林桂堂完成八十份的血清蒐集工作，並去函性病防治中心及煙毒勒戒所，請求與該兩單位合作，尋求可能感染的對象。同月報導，莊醫生平均每天都要接到一名以上同性戀者的求援，詢問自己是否得了AIDS。次月初，臺灣的AIDS防治小組成員成立，有臺大醫院的莊哲彥、沈銘鏡、江萬、劉禎輝、長庚醫院呂學重、馬偕醫院張明志、榮民總醫院王世叡與鄭德齡、預防醫學研究所許書刀。衛生署長許子秋選定莊哲彥為防治小組召集人。

### 防治愛滋病
涂醒哲是最早跟著莊哲彥起做愛滋防治工作的伙伴，為進一步瞭解同性戀族群，莊哲彥常帶學生到同志酒吧抽血及進行衛教，不但被老闆趕了出來，也因此招徠家長們強烈抗議。1985年7月17日，衛生署長許子秋否認同意台大醫學院派醫學生喬裝身分混入同性戀圈調查AIDS，不過他有同意撥經費給主持調查計畫的莊哲彥，調查臺灣同性戀者交往情形。莊哲彥也試圖到新公園找男性同性戀聊天，但他的「酒糟鼻」早已成了醒目的標誌，一眼就被認了出來。
臺灣第三例病例便開始是臺灣本地人，是一名醫生，還捐了四袋血給自己工作的醫學中心。1986年2月27日，防治小組宣告發現臺灣本土第一位病例，原因發高燒被送到三軍總醫院急診，因其狀況符合AIDS高危險群症狀，三總先作了HTLV－Ⅲ檢驗，發現呈陽性反應，後轉送台大醫院診治，由莊哲彥再度作兩次HTLV－Ⅲ檢驗確認，再進一步作Western印迹法，也都呈陽性反應。次月2日上午，該病患於在台大醫院六東病房死亡，院方隨即在11時進行遺體解剖。7日，莊哲彥向防疫處長果祐增口頭請辭召集人一職，指心理壓力很大，被已予慰留。14日，他在會議中表示，由去年夏天AIDS疑似病人出現到最近出現第一例本土病人的情形，可估計被感染的臺灣同性戀者至少有百人以上，並勸告同性戀者收歛性生活。陳宜民表示，一次莊教授在演講提到同性戀性行為時，現場立刻遭致同性戀的強烈抗議。
1986年12月5日，防治小組決定將AIDS的中文俗名定名為「愛滋病」，學名則仍統一使用「後天性免疫缺乏症候群」，由衛生署防疫處處長莊徵華宣告。
在治療愛滋十多年中，莊哲彥難忘的是一名甫自大學畢業的社會女新鮮人，外表一派純真，實難理解何以遭致感染，後耐心問診下，才得知第一次發生性關係對象，就是她的外籍上司。張上淳回想內科部當住院醫師，當時莊教授是少數幾位固定會請住院醫師聚餐的老師，平易近人，且對愛滋病人的照顧如家人，給他們溫暖的依靠。
莊哲彥從1985年起擔任後天免疫缺乏症候群諮詢委員會主任委員，十多年沒有間斷，其間領導各委員致力臺灣AIDS防治、研究與醫療，並以身作則排除萬難推動愛滋醫療並與病友團體站在一起。他有感AIDS病患捐血問題嚴重，開始長期和精神與衛生署官員及捐血協會協商，終於在1987年度辦理全國醫療院所及捐血中心愛滋訓練三期課程，並自1988年1月起全面展開捐血者愛滋病毒篩檢。臺灣醫界咸信當年是因為有了莊哲彥才讓愛滋防治與衛生教育工作順利推展，愛滋病在臺灣問題才不致演變如其他東南亞國家般嚴重，學界便尊稱為「臺灣愛滋病之父」。
1994年5月31日，國際獅子會中華民國總會公布莊哲彥獲得十大傑出社會貢獻金獅獎的優秀貢獻獎。
以莊哲彥為首的台大醫院愛滋病治療團隊，獲得第五屆醫療奉獻團體獎。1995年3月30日，總統李登輝接見畢耀遠、趙榮發、呂道南、葉茂霖、祁志英、何谷婷、瑪喜樂、莊哲彥、葛玉霞、石仁愛等第五屆醫療奉獻獎得主。

### 退休
莊哲彥退休前一年每天不斷寫計劃書，希望成立台大愛滋病防治中心。秘書張乃慈回想，那時衛生署長張博雅要頒發教授獎章，教授便告訴署長說不要獎章，要錢作愛滋防治中心，當愛滋防治中心成立後，因衛生署撥款作業緩慢，於是教授便自己出一百萬，代墊研究人員薪水。
1997年9月，臺大醫院在金山鄉建立金山醫院的籌備會議上，決定由莊哲彥擔任院長。該院地為鄭玉爐所捐，建設卻拖延多年未建。次年8月，莊哲彥自台大醫院退休，發起由各醫生撰寫愛滋病研究論文、集結出書，這便是《愛滋病新知1998》、《台大愛滋病防治中心論文選粹》等臺灣愛滋病本土性資料書籍的由來。
退休後，莊哲彥疑腦室病變，有失智症狀，病情時好時壞，偶爾情緒煩躁，必須住院治療，出入也需靠輪椅代步。台大院方所組成的醫療小組，強烈建議他要接受開刀治療，但被他拒絕，連他許多學生都勸不動。
2006年10月5日，莊哲彥因肺炎及食道癌腫瘤出血住進台大醫院，12月5日上午7點40分左右，肺炎引發呼吸衰竭病逝，享壽77歲。次年3月30日，莊非洲代替已故父親領疾病管制局頒發的愛滋特殊奉獻獎。